# 박진재
박진재(朴晉材, 1166년 ~ 1207년)는 고려 중기 ~ 후기의 무신이다. 박진재의 가계는 역사서에 기록되어 있지 않아 박진재의 아버지가 누구인지는 알 길이 없다. 단지 어머니는 최충헌 우봉 가문의 여성으로 최충헌의 누이이다.

## 생애
1196년에 최충헌, 최충수 형제와 함께 이의민을 제거하였다.
그 공으로 별장(別將)에 올랐다.
1197년에는 최충헌, 최충수 형제와 명종을 폐위하고 신종을 옹립하였으며 얼마 후에 최충헌과 최충수가 대립하자 최충헌을 지지하였다.
최충수가 제거된 이후 박진재 역시 최충헌과 대립하다가 1207년에 유배되어 죽었다.
관직은 형부시랑, 상서우승, 대장군 등을 지냈다.

## 가계
- 아버지 : 박씨(朴氏)
- 어머니 : 우봉 최씨(牛峰崔氏)

## 박진재가 등장한 작품
- 《무인시대》(KBS, 2003년~2004년, 배우:이병욱)